# El balancín (Goya, Valence)
La Balançoire
Pour les articles homonymes, voir El balancín et La Balançoire.
El balancín (« La bascule » ou « la balançoire ») est une peinture de Francisco de Goya réalisée entre 1777 et 1780 qui fait partie de la quatrième série de cartons pour tapisserie destinée à la chambre à coucher de l'infant du Prince des Asturies dans le Palais du Pardo.

## Contexte de l'œuvre
Tous les tableaux de la quatrième série sont destinés à l'antichambre du Prince des Asturies, c'est-à-dire de celui qui allait devenir Charles IV et de son épouse Marie Louise de Parme, au palais du Pardo. Le tableau fut livré à la Fabrique royale de tapisserie en 1780.
Il fut considéré perdu jusqu'en 1869, lorsque la toile fut découverte dans le sous-sol du Palais royal de Madrid par Gregorio Cruzada Villaamil.
La série était composée de El Ciego de la guitarra, El Columpio, Las Lavanderas, La Novillada, El Resguardo de tabacos, El Muchacho del pájaro et El Niño del árbol, Los Leñadores, El Majo de la guitarra, La Cita, El Médico, El Balancín et deux cartons perdus, El Perro et La Fuente.

## Description et analyse
Deux enfants jouent à la balançoire à bascule près d'une porte murale. Ils sont de plus en plus absorbés par leur jeu et luttent pour monter sur la balançoire.
De nombreux auteurs considèrent que son attribution aux cartons de la tapisserie est douteuse, car dans ces années-là, Goya a peint une série de cinq tableaux ayant pour thème les enfants, dont Les leçons entrent dans le sang, aujourd'hui au musée de Saragosse. Le tableau en question présente de nombreux détails similaires à El balancín.
Cependant, Janis Tomlinson souligne que le fait qu'il ait été conservé dans les sous-sols du palais royal de Madrid avec la plupart des dessins animés est un signe clair qu'il appartient à la quatrième série de Goya.
La raison pour laquelle Goya a peint la série de cinq tableaux susmentionnée est totalement inconnue, car il avait déjà terminé sa première période en tant que peintre en carton et était libre. Il pourrait bien s'agir d'une série de tableaux libres et intimes que le peintre aragonais a imaginé pour se libérer de ses nombreuses occupations.
Les scènes d'enfants ont été, pendant longtemps, les préférées du jeune Goya. Comme nous l'avons déjà mentionné, il a pu les produire en tant qu'esquisse pour des travaux futurs.